# Ukrainische Eishockeyliga 2005/06
Die Saison 2005/06 war die 13. Spielzeit der ukrainischen Eishockeyliga, der höchsten ukrainischen Eishockeyspielklasse. Meister wurde zum insgesamt neunten Mal in der Vereinsgeschichte der HK Sokil Kiew.

## Modus
Die zwölf Teilnehmer wurden in der Hauptrunde in zwei Divisionen aufgeteilt. Die drei bestplatzierten Mannschaften der Division A qualifizierten sich direkt für das Playoff-Halbfinale. Der Viertplatzierte der Division A qualifizierte sich für die Pre-Playoffs ebenso wie der Sieger der Division B. In den Playoffs wurde der Meister ausgespielt. Der HK Sokil Kiew als Teilnehmer der belarussischen Extraliga war automatisch für das Playoff-Finale qualifiziert. Für einen Sieg nach regulärer Spielzeit erhielt jede Mannschaft drei Punkte, für einen Sieg nach Overtime zwei Punkte, bei einem Unentschieden gab es ein Punkt und bei einer Niederlage nach Overtime sowie nach regulärer Spielzeit null Punkte.

## Hauptrunde

### Division A
|    | Klub                            | Sp | S  | OTS | U | OTN | N  | Tore    | Punkte |
| -- | ------------------------------- | -- | -- | --- | - | --- | -- | ------- | ------ |
| 1. | HK Berkut Kiew                  | 20 | 20 | 0   | 0 | 0   | 0  | 126:030 | 60     |
| 2. | Dniprowski Wowky Dnipropetrowsk | 20 | 13 | 0   | 0 | 0   | 7  | 145:050 | 39     |
| 3. | HK Kiew                         | 20 | 12 | 0   | 0 | 0   | 8  | 100:051 | 36     |
| 4. | HK ATEK Kiew                    | 20 | 11 | 0   | 0 | 0   | 9  | 083:074 | 33     |
| 5. | SDJuSchOR Sokil-89              | 20 | 3  | 0   | 0 | 0   | 17 | 025:125 | 9      |
| 6. | SDJuSchOR Sokil-90              | 20 | 1  | 0   | 0 | 0   | 19 | 012:273 | 3      |

Sp = Spiele, S = Siege, U = Unentschieden, N = Niederlagen, OTS = Overtime-Sieg, OTN = Overtime-Niederlage

### Division B

#### Gruppe A
|    | Klub              | Sp | S | OTS | U | OTN | N | Tore  | Punkte |
| -- | ----------------- | -- | - | --- | - | --- | - | ----- | ------ |
| 1. | Sdjuschor Charkiw | 2  | 2 | 0   | 0 | 0   | 0 | 42:05 | 4      |
| 2. | Patriot Winnyzja  | 2  | 1 | 0   | 0 | 0   | 1 | 15:21 | 2      |
| 3. | HK Sumski Worony  | 2  | 0 | 0   | 0 | 0   | 2 | 06:37 | 0      |

Sp = Spiele, S = Siege, U = Unentschieden, N = Niederlagen, OTS = Overtime-Sieg, OTN = Overtime-Niederlage

#### Gruppe B
|    | Klub                     | Sp | S | OTS | U | OTN | N | Tore  | Punkte |
| -- | ------------------------ | -- | - | --- | - | --- | - | ----- | ------ |
| 1. | HK Donezk                | 2  | 2 | 0   | 0 | 0   | 0 | 20:03 | 4      |
| 2. | HK Meteor Dnipropetrowsk | 2  | 1 | 0   | 0 | 0   | 1 | 11:05 | 2      |
| 3. | HK Dnipro Cherson        | 2  | 0 | 0   | 0 | 0   | 2 | 04:27 | 0      |

Sp = Spiele, S = Siege, U = Unentschieden, N = Niederlagen, OTS = Overtime-Sieg, OTN = Overtime-Niederlage

#### Platzierungsrunde

##### Spiel um Platz 5
- HK Dnipro Cherson – HK Sumski Worony 7:4

##### Spiel um Platz 3
- HK Meteor Dnipropetrowsk – Patriot Winnyzja 5:3

##### Finale
- Sdjuschor Charkiw – HK Donezk 1:2

## Playoffs

### Pre-Playoffs
- HK Atek Kiew – HK Donezk 2:0

### Playoff-Halbfinale
- Dniprowskje Wolki Dnipropetrowsk – HK Atek Kiew 9:3/2:5
- HK Berkut Kiew – HK Atek Kiew 12:5

### Final-Qualifikation
- HK Berkut Kiew – Dniprowskje Wolki Dnipropetrowsk 2:0

### Playoff-Finale
- HK Sokil Kiew – HK Berkut Kiew 2:1